# 馬蒂納縣
馬蒂納縣（西班牙語：Cantón de Matina），是哥斯達黎加的縣份，位於該國東部，由利蒙省負責管轄，首府設於馬蒂納，面積772.64平方公里，海拔高度12米，2011年人口37,721人，人口密度每平方公里48.82人。